# Eryk z Winsen
Eryk z Winsen lub Henryk Mora herbu Mora, niem. Erik von Winsen lub Heinrich, Ericus de Winsen (zm. 8 września 1391) – biskup przemyski, franciszkanin, organizator katolickiej diecezji przemyskiej.

## Życiorys
Urodzony w Saksonii. Był do 1378 roku biskupem pomocniczym diecezji w Hildesheim. 13 kwietnia 1377 mianowany został przez papieża Grzegorza XI biskupem przemyskim. Nominacja Niemca – franciszkanina związana była z dużym udziałem tego zakonu, zdominowanego przez Niemców, w organizacji administracji tworzonej wówczas metropolii halickiej. Jej powstanie wspierał Kazimierz III Wielki, a później Ludwik Andegaweński dążący do utworzenia na Rusi Halickiej odrębnego państwa, rządzonego przez Andegawenów. Dzięki jego interwencjom w Awinionie papież utworzył w 1375 roku metropolię w Haliczu podporządkowując jej diecezje w Przemyślu, Włodzimierzu i Chełmie. W ten sposób negatywnie rozstrzygnął o pretensjach biskupów lubuskich do zwierzchnictwa nad kościołami łacińskimi na tym terenie.
Eryk przybył do Przemyśla najpewniej na początku 1379 i zamieszkał prawdopodobnie w klasztorze franciszkanów, a potem zakupił dwór w Krośnie na siedzibę biskupstwa przemyskiego. Był trzecim biskupem przemyskim. Jednak organizacja kościoła łacińskiego na ziemi przemyskiej i sanockiej, podporządkowanego poprzednio bezpośrednio papieżowi, była w stadium początkowym.
Nowy biskup ustanowił swoją katedrą dotychczasowy kościół parafialny pw. świętego Mikołaja, zmieniając mu jednocześnie patronów na Marię Pannę i świętego Jana Chrzciciela. Następnie zorganizował kancelarię biskupią i kapitułę katedralną (przed 1384) składającą się z 6 członków. Zabiegał jednocześnie o ustalenie dokładnych granic diecezji. Musiał też bronić swoich biskupich uprawnień przed arcybiskupem halickim, który wkraczał na teren jurysdykcji biskupa przemyskiego. Eryk z Winsen wystarał się o uposażenie biskupstwa, gdyż dochody z dziesięcin w regionie zamieszkanym w dużej części przez ludność prawosławną były niewystarczające. Królowa węgierska Maria Andegaweńska nadała biskupstwu w 1384 pięć włości: Brzozów, Cergową, Domaradz i Równe w ziemi sanockiej oraz Radymno w przemyskiej. Biskup przemyski Eryk z Winsen Mora tworząc w r. 1386 kapitułę katedralną w Przemyślu, powołał do niej również plebana Jakuba z Crosken (Krościenko Wyżne).
W 1390 biskup nadał statut kapitule katedralnej, kończąc tym organizację diecezji. W czasie swoich rządów podwoił w niej liczbę kościołów (do ok. sześćdziesięciu), zbudował w Krośnie rezydencję biskupią oraz ufundował trzeci w diecezji klasztor franciszkański. Swymi działaniami zapewnił warunki do prowadzenia na terenie biskupstwa przemyskiego normalnej działalności duszpasterskiej kościoła katolickiego.